# St-Prix (Dyo)

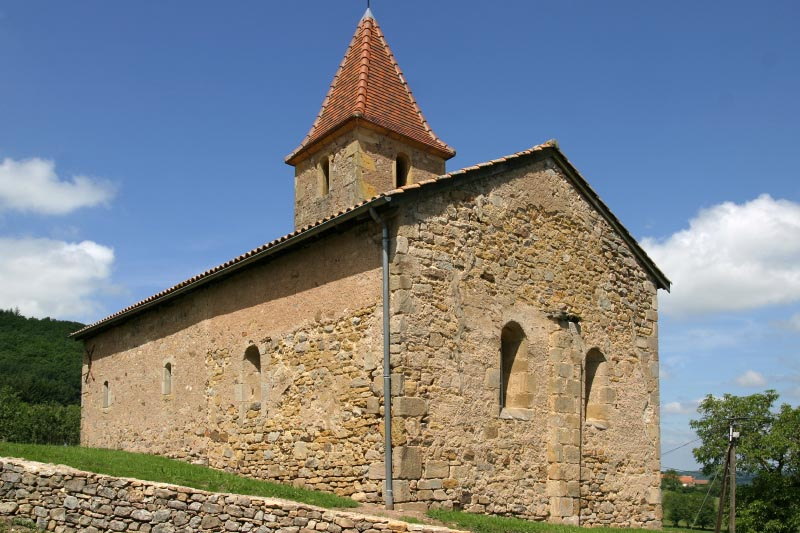
Ansicht der Kapelle

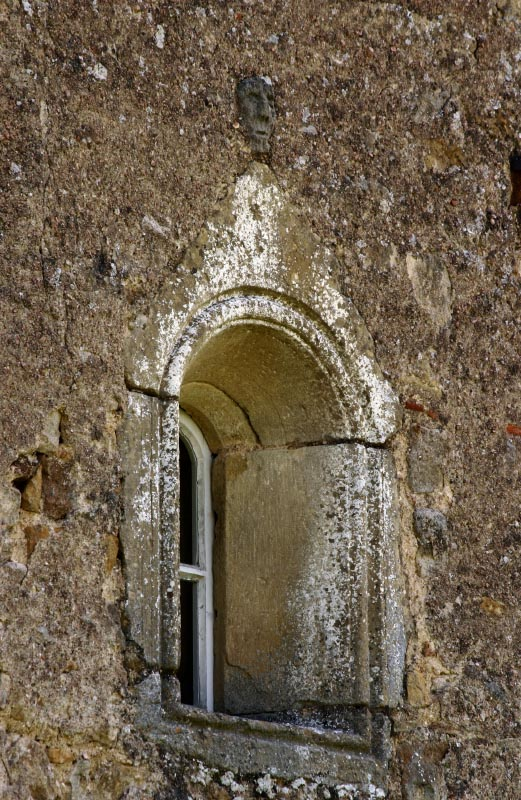
Nördliches Fenster der Kapelle

Saint-Prix ist eine romanische Kapelle in der Gemeinde Dyo im Département Saône-et-Loire in der Region Burgund (Frankreich), die im 11. Jahrhundert  errichtet wurde.

## Geschichte
Die Kapelle außerhalb des Ortes, die auf granitenem Untergrund steht, ist der heiligen Dreifaltigkeit geweiht. Nach einer Urkunde des Klosters Cluny wurde die Kapelle im 11. Jahrhundert neben einer Quelle gebaut, die heute noch besteht. 

## Architektur
Die Kapelle wurde im Laufe der Jahrhunderte mehrfach verändert. Der Grundriss, ein gleichmäßiges Trapez, entstand bereits in der Gründungszeit. Die Laibung des Westportals und die ausgeschrägten Fenster, die den Saalbau und den Chor erhellen, entstanden im 15. oder 16. Jahrhundert. Ebenso stammen aus dieser Zeit die Öffnungen auf den vier Seiten des Turms. Im Innern wird der Saal von einem offenen Dachstuhl überspannt und die rechteckige Apsis besitzt ein Kreuzgratgewölbe. Die Kapelle wurde auch als Begräbnisstätte genutzt, davon zeugen heute noch drei Grabplatten im Boden.